# Mina d'aigua de Torroella

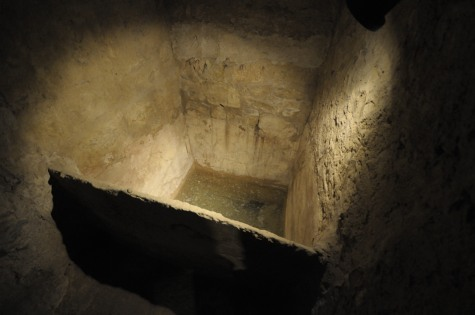
La mina d'aigua

La mina d'aigua de Torroella és un canal artificial subterrani de Torroella de Montgrí, Baix Empordà. El canal recollia l'aigua dels torrents del Massís del Montgrí i la canalitzava cap a la vila per al seu aprofitament a través de diferents pous i fonts. L'origen d'aquesta mina es remunta set segles enrere, en plena edat mitjana. La primera referència que se'n fa és en un document de 1368. Aquest canal, que va ser declarat com a bé cultural d'interès local (BCIL) el febrer de 2012, és un dels elements patrimonials més singulars i desconeguts del nucli històric de Torroella de Montgrí i un dels exponents més clars de la domesticació i distribució de l'aigua al llarg de la història de la vila.
Actualment, es pot recórrer a peu un tram de 130 metres, distància que representa un cinquena part del recorregut total. Té el seu inici en una deu que aleshores hi havia a l'exterior de la muralla medieval i, després de recórrer l'actual carrer del Mar i carrer de l'Església, acaba a la plaça de la vila. Antigament, la mina alimentava pous i cisternes, i més cap a la plaça de la vila, alimentava una font gòtica annexa a la capella de Sant Antoni. Com a reminiscència d'aquella, n'ha quedat la "font dels gossos".
El recorregut subterrani ofereix una visita molt singular per sota el nucli antic de la vila i permet conèixer una mica més la història de Torroella de Montgrí. Aquestes visites s'organitzen a través del Museu de la Mediterrània, que custodia i estudia el monument.

## Història i usos

### Edat medieval
Es coneix poc com es va anar constituït la mina d'aigua de Torroella. Tanmateix se sap que l'any 1368, l'actual entrada de la mina d'aigua, al actual carrer del Mar, hi hauria una font gòtica. Aquesta s'anomenava el "canto del la font", per la seva proximitat amb la muralla. Es tractava d'una font amb merlets i feta de pedra i calç. Tot i així, no es considera forassenyat ubicar l'origen de la mina en un temps pretèrit relacionat amb la fundació de la vila medieval. Aquest primer tram medieval, que accedeix a l'anomenada "mare de la font" es tracta d'una canalització coberta, en un primer tram per una volta de canó i, posteriorment, altres tipologies de sostres. Aquest tram recorre per sota l'antiga muralla de la vila i el seu fossar medieval i acaba a la "mare de la font", on emanaria i es recolliria l'aigua que es canalitzaria a la font.

### Edat moderna
L'any 1611 es vol portar l'aigua que es recull a la mina fins a la plaça de la vila, on es construeix una gran font gòtica annexa a la capella de Sant Antoni, que ja no es conserva. Per a tal fi, es canalitza l'aigua a través d'uns tubs de ceràmica des de la "mare de la font" fins a la plaça. Això comporta la remodelació de la mina medieval i la construcció d'un nou tram que recorre l'actual carrer del Mar i carrer de l'Església. Aquesta remodelació, consisteix en el soterrament d'aquest canal d'aigua i la construcció de col·lectors al llarg del tram, que esdevenen punts de control. Diferents informacions d'època moderna fa pensar que la mina d'aigua va tenir també un ús defensiu. En mig del tram, avui visitable, es troba una porta defensiva, que voldria protegir agressions subterrànies a la vila.

### Edat contemporània
A finals del segle xix, s'abandona la mina com a element de domesticació de l'aigua, gràcies a l'arribada de l'aigua domèstica a les cases particulars. Tanmateix, el 1937 és rehabilitada com a refugi antiaeri, en el context de la Guerra Civil (1936-39). Concretament, es tracta del refugi antiaeri n. 2. És per això que encara si pot apreciar les marques del cablejat elèctric i les instal·lacions de llums d'aquella època.